# رسم ضوئي
الرسم الضوئي هي تقنية من تقنيات التصوير ينشأ فيها التعريض عن طريق تحريك مصدر ضوء محمول باليد أو بتحريك الكاميرا ويشمل مصطلح الرسم الضوئي أيضا الصور المضاءة بمصادر الضوء المحمولة باليد ويعود تصوير الرسم الضوئي إلى عام 1914 عندما استعان فرانك جيلبريث وزوجته ليليان جيلبريث مولر بإضاءات صغيرة وفتحة غالق الكاميرا لتعقب حركة العاملين في الصناعة التحويلية والكتابية وكان مان راي في سلسلة عام 1935 «كتابة الفضاء» أول مصور فن معروف استخدم هذه التقنية.

## أساليب

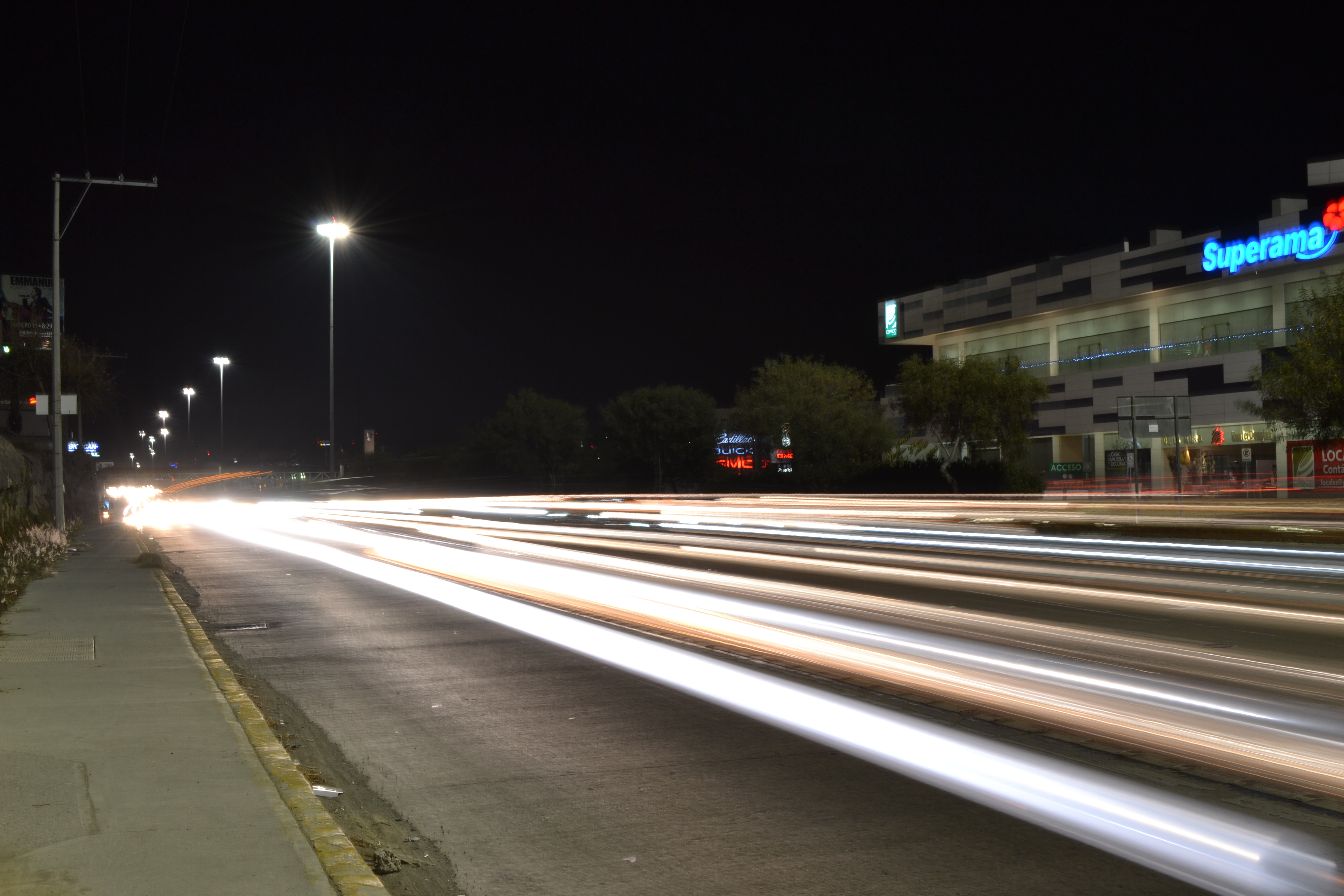
Light painting using a tripod with a large esposition in Puebla, Mexico.

يمكن إضاءة أجزاء منتقاة من الموضوع المراد تصويره من خلال تحريك مصدر الضوء أو «رسم» صورة عن طريق تسليط الضوء عليها مباشرة في عدسة الكاميرا. ويتطلب الرسم الضوئي سرعة غالق بطيئة وعادة ما تكون ثانية أو أكثر ويمكن أن يكون للرسم الضوئي نفس خصائص الرسم السريع بقلم الرصاص. في عام 1949 قام ميلي جين المصور المعروف ومبتكر الإضاءة بزيارة بابلو بيكاسو وقدم له بعض من صوره لمتزلجي الجليد مع الأضواء الملحقة بمزالجهم فبدأ بيكاسو فورا برسم الصور في الهواء  بمصباح صغير في غرفة مظلمة. أصبحت هذه السلسلة من الصور لاحقًا تعرف باسم «رسومات بيكاسو الضوئية». والأكثر شهرة من هذه الصور تعرف باسم «بيكاسو يرسم سنتور في الهواء».
يسمى الرسم الضوئي بواسطة تحريك الكاميرا أيضًا برسم الكاميرا وهو عكس التصوير التقليدي. يمكن فصل الكاميرا عن الحامل الثلاثي ليلا أو في غرفة مظلمة واستخدامها كفرشاة رسم. مثالًا على ذلك استخدام السماء في الليل كلوحة الرسم والكاميرا فرشاة ومناظر مدينة (من بين مصادر الضوء الأخرى) كلوح الألوان ويمكن خلق صورة فنية مجردة بتمسيد الأضواء ورسم الأنماط ووضع الخلفيات عن طريق تحريك الكاميرا.
يمكن القيام بالرسم الضوئي تبادلياً باستخدام كاميرا ويب ويمكن رؤية الصورة مباشرة أثناء رسمها باستخدام جهاز عرض. 
وهناك تقنية معروفة في فن الضوء تقوم على عرض الصور على أسطح غير منتظمة (وجوه، أجسام، المباني إلخ)، لكي يتم رسمها بالضوء وتكون الصورة الناتجة بعد ذلك صورة فوتوغرافية أو صورة أخرى ثابتة.

## المعدات

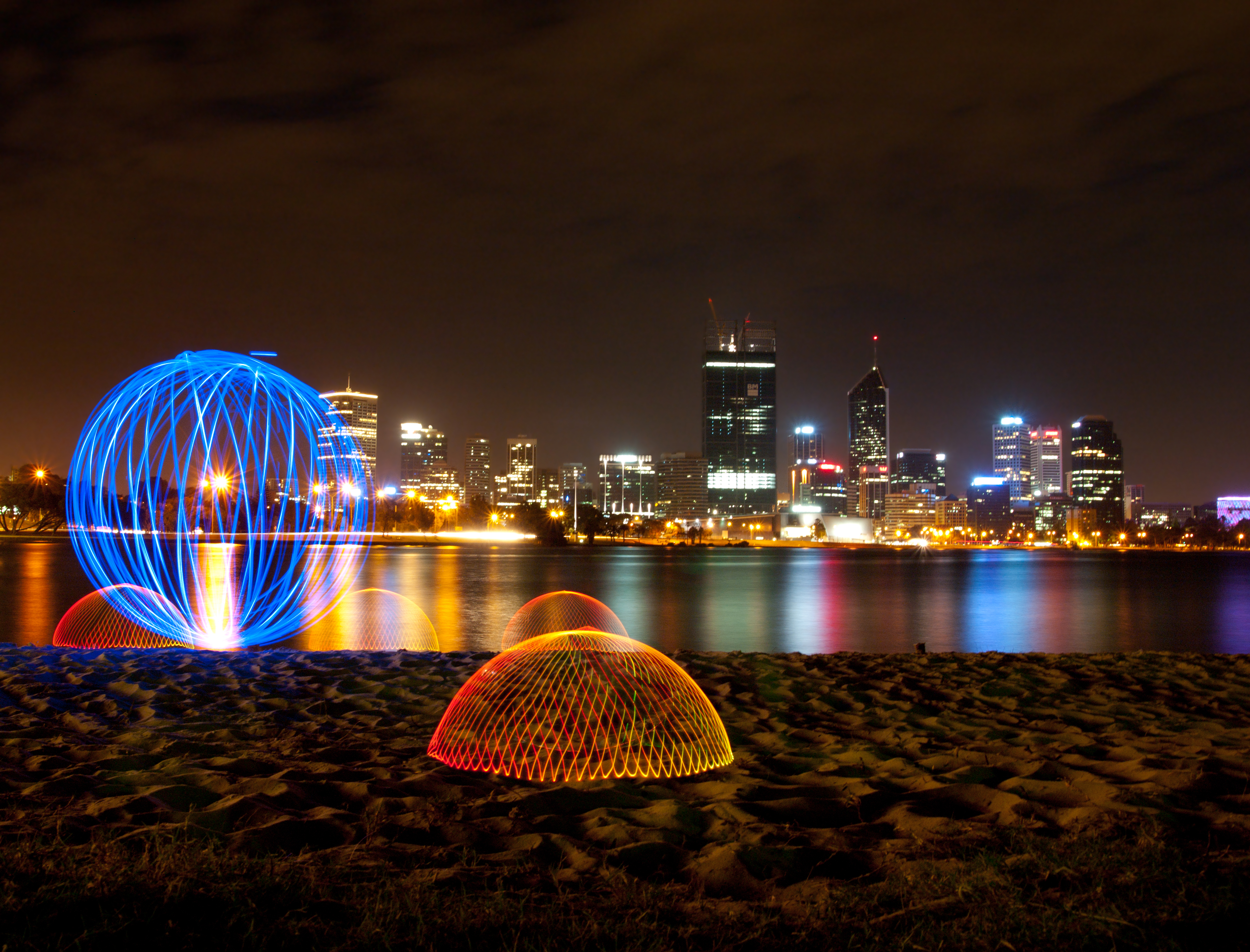
Orb created by swinging a light source, domes created by spinning a wheel with light source attached

يمكن استخدام مجموعة متنوعة من مصادر الضوء، تتراوح من مصابيح يدوية بسيطة إلى أجهزة متخصصة مثل الهوسيماستير، الذي يستخدم قلم ضوء ذو ألياف بصرية. تشمل أيضا مصادر الضوء الأخرى الشموع، والكبريت والألعاب النارية وأحجار القدح المضيئة، ووهج العصي، والبوي أيضا شائعة.
الحامل الثلاثي عادة يكون ضروري نظرًا لفترات التعريض الطويلة ويمكن بدلاً من ذلك وضع الكاميرا على طاولة أو أي سطح صلب آخر ويستخدم عموما كابل إطلاق الغالق أو المؤقت الذاتي لتقليل اهتزاز الكاميرا.يمكن أيضا استخدام الألوان الهلامية لتلوين مصادر الضوء.

## معرض الصور

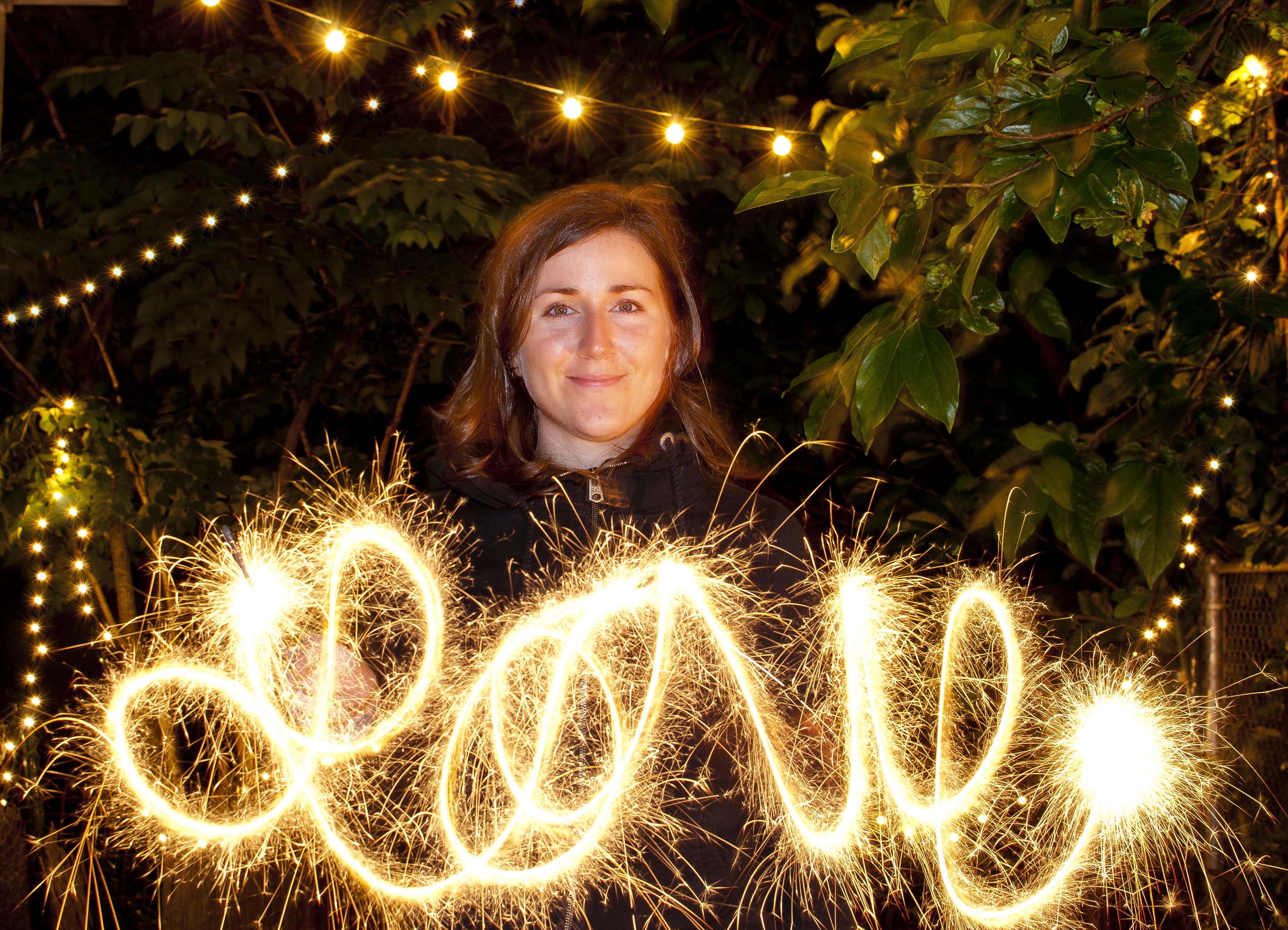
Portrait illuminated by light painting with a ألماسة (ألعاب نارية)
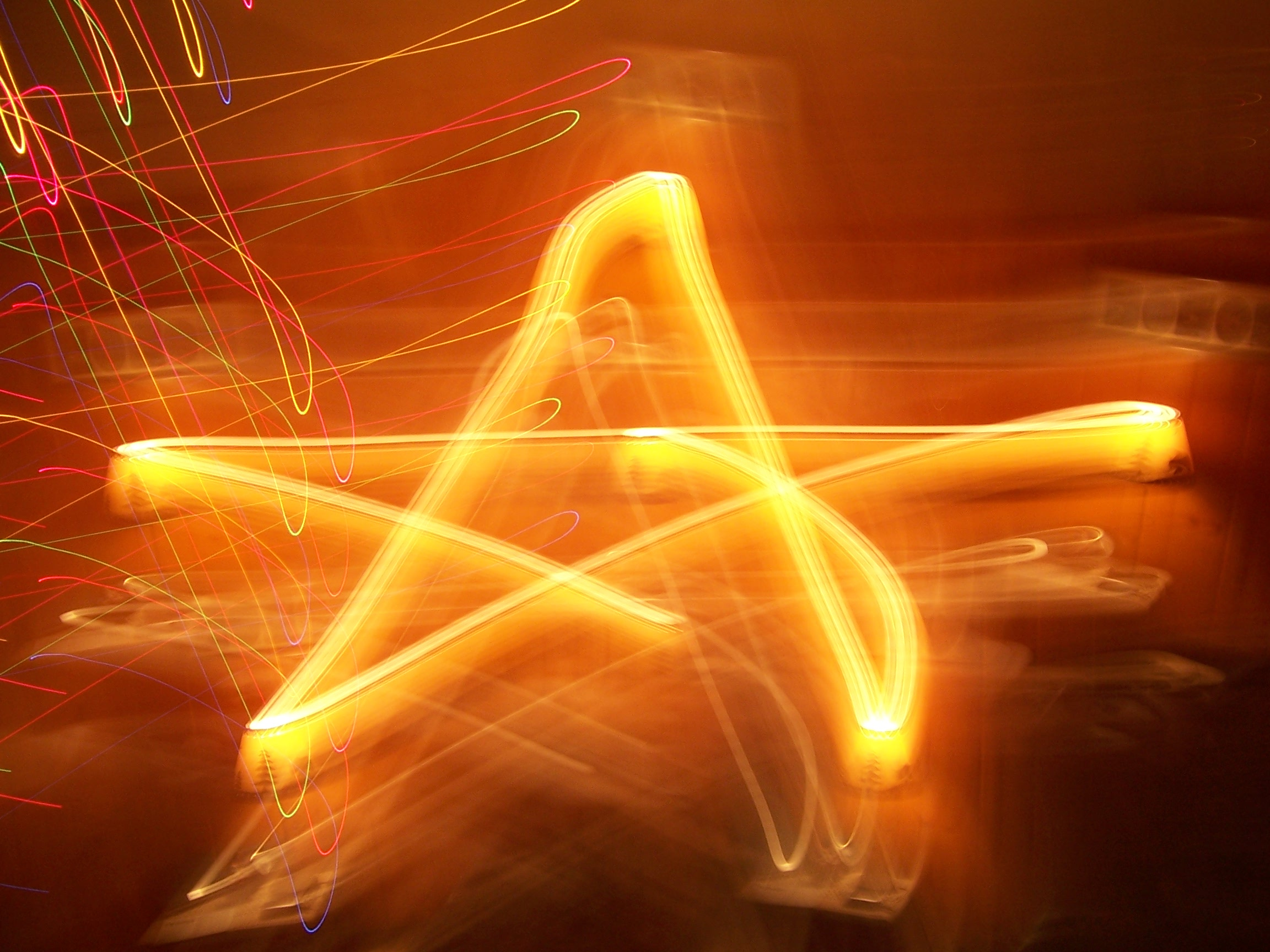
Star image produced with light painting
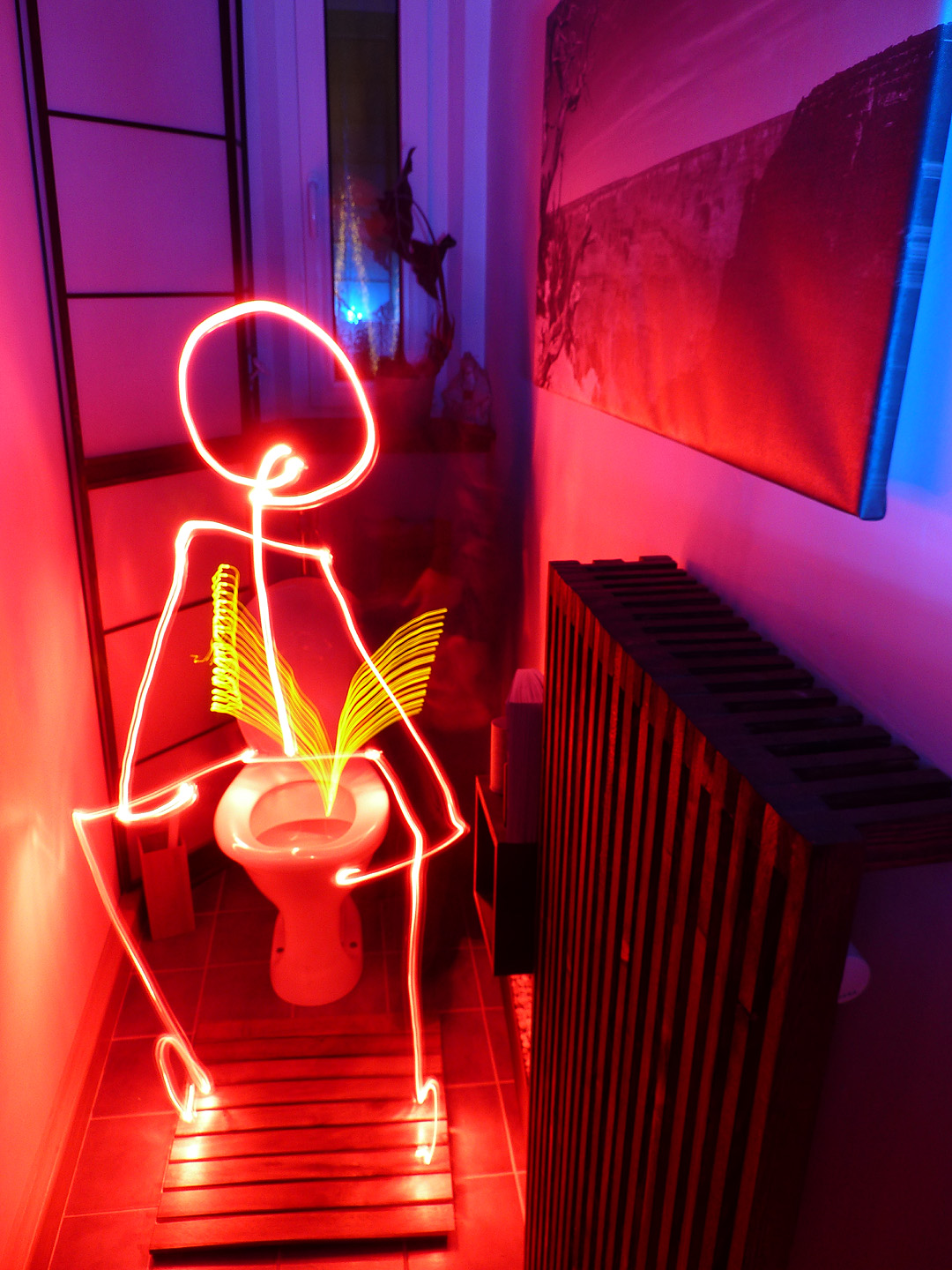
Waiting for better times
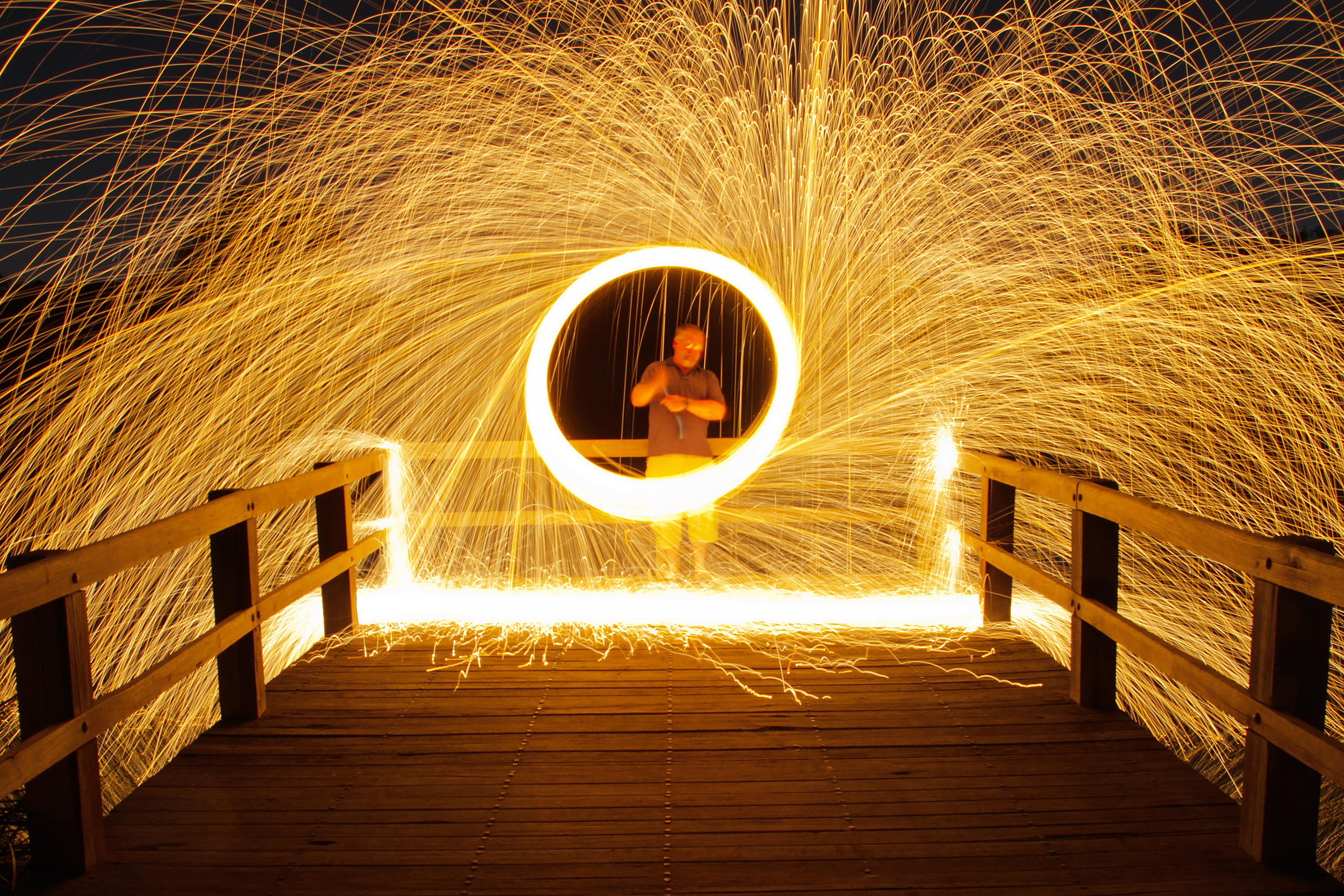
الرسم الضوئي باستخدام الألياف السلكية